# Joan Grau Ferrer
Joan Grau Ferrer (Reus, 1835 - Argentona, 1889) va ser un comerciant i polític català.
Tenia una gran empresa que comerciava amb blats i farines. Era una persona molt coneguda a la ciutat i el 1859 va ser un dels joves entusiastes que van fundar el Centre de Lectura, una important entitat cultural reusenca, sota la direcció de Güell i Mercader. El 1860 col·laborava a l'Eco del Centro de Lectura on va publicar una sèrie d'articles per a impulsar la ciutat, amb el títol "El Porvenir de Reus". A l'inici de 1880 va aconseguir que l'ajuntament comprés la part dels terrenys que no s'havien confiscat del que havia estat el convent i els horts de les monges carmelites situat al centre de la ciutat de Reus enderrocat el 1868, per urbanitzar-la i construir-hi la Plaça de Prim. El 1881 i 1882 quan va ser alcalde de Reus, va donar un gran impuls a la urbanització de la plaça i d'altres indrets de la ciutat. Va ser conseller local del Banc d'Espanya.